# Алексеевский сельсовет (Уфимский район)
Алексе́евский сельсове́т — муниципальное образование в Уфимском районе Башкортостана.
Административный центр — деревня Алексеевка.

## История
Согласно Закону о границах, статусе и административных центрах муниципальных образований в Республике Башкортостан имеет статус сельского поселения.
1991 год
Образован в последние месяцы существования СССР. Указ Президиума Верховного Совета Башкирской АССР от 01.07.91 № 6-2/274 "Об образовании Алексеевского сельсовета в Уфимском районе" гласил:

Рассмотрев представление исполкома Уфимского районного Совета народных депутатов, Президиум Верховного Совета Башкирской ССР постановляет:

1. Образовать в Уфимском районе Алексеевский сельсовет с административным центром в деревне Алексеевка.

2. Включить в состав Алексеевского сельсовета деревню Алексеевка, исключив её из состава Михайловского сельсовета.

3. Установить границу Алексеевского сельсовета согласно представленной схематической карте.

4. Поручить президиуму и исполкому Уфимского районного Совета народных депутатов:

осуществить необходимые организационно - технические мероприятия, связанные с образованием сельского Совета народных депутатов в Алексеевском сельсовете;

обеспечить в соответствии с установленным порядком передачу территории деревни Алексеевка Алексеевскому сельскому Совету народных депутатов.

5. Контроль за выполнением настоящего Указа возложить на Комиссию Верховного Совета Башкирской ССР по вопросам работы Советов народных депутатов, развития управления и самоуправления.
Председатель Верховного Совета Башкирской ССР

М. Рахимов

1 июля 1991 года

№ 6-2/274
2004 год
Закон Республики Башкортостан от 17 декабря 2004 г. № 125-з «Об изменениях в административно-территориальном устройстве Республики Башкортостан, изменениях границ и преобразованиях муниципальных образований в Республике Башкортостан», статья 1. «Изменения в административно-территориальном устройстве Республики Башкортостан», п.п. 51, 80, 81 гласит:

51. Изменить границы Алексеевского сельсовета Уфимского района, Уфимского района, города Уфы, Ленинского района города Уфы согласно представленной схематической карте, передав часть территории площадью 1250 га Ленинского района города Уфы в состав территории Алексеевского сельсовета Уфимского района.
80. Изменить границы Михайловского и Алексеевского сельсоветов Уфимского района согласно представленной схематической карте, передав часть территории площадью 3630 га Михайловского сельсовета Уфимского района в состав территории Алексеевского сельсовета Уфимского района.

81. Изменить границы Красноярского и Алексеевского сельсоветов Уфимского района согласно представленной схематической карте, передав часть территории площадью 2053 га Красноярского сельсовета Уфимского района в состав территории Алексеевского сельсовета Уфимского района. 

## Население
| 2002  | 2009  | 2010  | 2012  | 2013  | 2014  | 2015  |
| ----- | ----- | ----- | ----- | ----- | ----- | ----- |
| 3958  | ↗4297 | ↗4611 | ↗4774 | ↗4899 | ↗5090 | ↗5178 |
| 2016  | 2017  | 2018  |       |       |       |       |
| ↗5321 | ↗5426 | ↗5547 |       |       |       |       |

## Состав сельского поселения
| № | Населённый пункт | Тип населённого пункта          | Население |
| - | ---------------- | ------------------------------- | --------- |
| 1 | Алексеевка       | деревня, административный центр | ↗5469     |